# Jamal Alioui
Jamal Alioui (* 2. Juni 1982 in Saint-Étienne) war ein französisch-marokkanischer Fußballspieler und heutiger Trainer.
Jamal Alioui startete seine Karriere 2001 in Frankreich bei der zweiten Mannschaft von Olympique Lyon und lief in 42 Spielen für den Verein auf und schoss ein Tor. Danach ging er nach Italien zu AC Perugia und spielte dort fünf Ligaspiele in der Serie A. Später spielte der Franzose auch für Catania Calcio, FC Crotone und FC Metz. Von Januar 2007 bis Juni 2010 stand er beim Schweizer Super-League-Club FC Sion unter Vertrag. Mit den Wallisern gewann er den Schweizer Cup 2008/09 mit dem Finalsieg im Elfmeterschießen gegen die BSC Young Boys.
Für die Marokkanische Fußballnationalmannschaft lief er seit 2003 in zehn Länderspielen auf. Alioui spielte bei der Olympia 2004 in zwei Spielen für Marokko und wurde ein Mal mit einer roten Karte des Platzes verwiesen. Er stand im Kader von Marokko bei der Fußball-Afrikameisterschaft 2008, bei der er nicht auflief.